# Boesenbergia minor
Boesenbergia minor är en enhjärtbladig växtart som först beskrevs av John Gilbert Baker, och fick sitt nu gällande namn av Carl Ernst Otto Kuntze. Boesenbergia minor ingår i släktet Boesenbergia och familjen Zingiberaceae. Inga underarter finns listade i Catalogue of Life.